# الفكر الديني في إيران
الفكر الديني في إيران ((بالفارسية: روشنفکری دينی)) بلغت ذروتها خلال الثورة الدستورية الفارسية (1906-1911). شارك في العملية فلاسفة وعلماء اجتماع وعلماء سياسيون ومنظرون ثقافيون.

## ملخص
ومن السمات المشتركة لهؤلاء المفكرين اعترافهم بالإصلاح في الفكر الإسلامي والديمقراطية والمجتمع المدني والتعددية الدينية، ومعارضتهم لسيادة المطبقة للفقيه. يمكن التعرف أكثر على صعود المثقفين الدينيين من خلال كتابات عبد الكريم سروش. فكرة سروش الرئيسية هي أن هناك حقائق دينية دائمة غير متغيرة، لكن فهمنا لها يظل مرهونًا بمدى معرفتنا في مجالات العلوم والفلسفة.
متأثرين بالتصوف الفارسي، دعا المفكرون الدينيون إلى نوع من الإسلام الإصلاحي متجاوزين المفكرين المسلمين الليبراليين في القرن العشرين، وجادلوا بأن البحث عن التوفيق بين الإسلام والديمقراطية لم يكن مجرد مسألة إيجاد عبارات مناسبة من القرآن تتفق مع العلم الحديث أو الديمقراطية أو حقوق الإنسان. بالاعتماد على أعمال مولانا جلال الدين بلخي، وإيمانويل كانط، وجي دبليو إف هيجل، وكارل بوبر، وإريك فروم، دعا المثقفون الإيرانيون إلى إعادة النظر في جميع تعاليم الإسلام، مصرين على ضرورة الحفاظ على روح الدين الأصلية المتمثلة في العدالة الاجتماعية وتأكيدها في اهتماهما بالآخر.
ينتقد المثقفون الدينيون الإيرانيون التقاليد والحداثة. إنهم يعتقدون أن الحداثة لها عنصر أساسي (يتضمن على سبيل المثال الحكمة النقدية) وبعض الأمور غير الأساسية. لذلك يمكن تعريف ما يسمونه ب«الحداثة الإيرانية»، التي لا تتعارض مع الدين.

## الحركة الاعتزالية

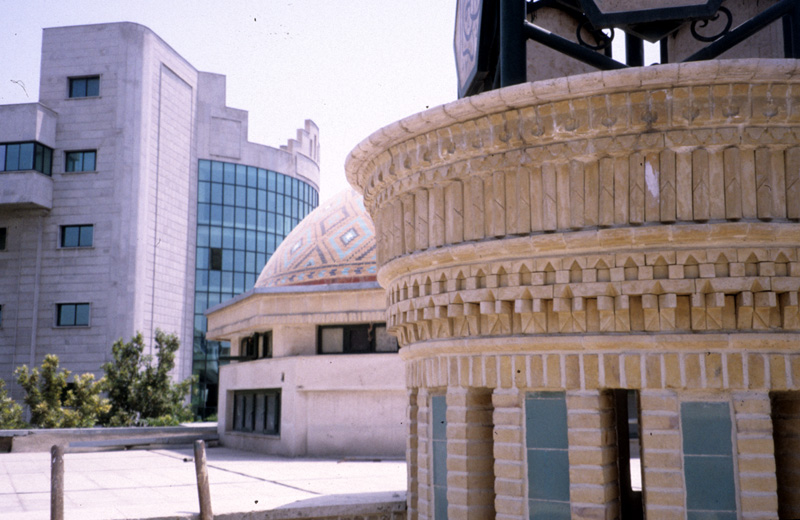
سمي أحد المستشفيات الرئيسية في طهران على اسم علي شريعتي (يقع في منطقة أمير آباد).

تعود الفترة المجيدة للإنجازات الفكرية الدينية إلى مدرسة فكرية مبكرة معروفة باسم «المعتزلة». ازدهرت هذه المدرسة الفكرية في أوائل العصر العباسي.الذين تبنوا العقلانية في عملية تقديم تفسيرات للشريعة الإسلامية.
بعد قرنين من وفاة النبي محمد (صلى الله عليه وسلم)، كانت هناك مدرستان متميزتان في علم اللاهوت التأملي الإسلامي، وهما المعتزلة الذين كانوا في القرن الثامن، من أوائل من طبق الفلسفة اليونانية من المسلمين على العقيدة الإسلامية، والأشاعرة، أتباع الأشعري اللاهوتي الأرثوذكسي في القرن العاشر. اعتراف المعتزلة بوحدانية الله المطلقة، إلا أن القرآن لا يمكن اعتباره كلمة الله الأبدية، والتي كانت وجهة النظر الأرثوذكسية، بل القرآن عندهم مخلوق. لذلك فهناك حقائق وأخلاق غير مستمد من الدين، أو هناك عقلانية أو علمانية لم يتم ذكرها ببساطة في القرآن.
- الملك العام، وهو الأمور التي يشير إليها الناس رؤسائهم أو حكوماتهم، على أنها قضايا سياسية أو مجال عام أو قضايا غير مؤكدة.
- القضايا الخاصة، أي القضايا الخاصة المتعلقة بالأفراد. في هذا المجال، حدد الدين بعض الأحكام الدينية (الأحكام) مثل الملكية والزواج والميراث. بالنسبة للخراساني، فإن مراعاة هذه الأحكام الشرعية واجبة على الجميع، حتى النبي أو الأئمة.
- التمييز بين «الدين» و «فهمنا للدين».
- التمييز بين الجوانب «الأساسية» و «العرضية» من الدين.
- التمييز بين التفسير «البسيط» و «المتطرف» للإسلام.
- التمييز بين القيم والأخلاق التي تعتبر داخلية في الإسلام وتلك الخارجية.
- التمييز بين «العقيدة» الدينية و «الإيمان» الدينية.
- التمييز بين الدين كعقيدة / هوية ودين الحقيقة.

## الإسلام الفكري الإيراني والحداثة
يمكن ذكر خصائص «الإسلام الفكري» من خلال أقوال العلماء الإيرانيون أو «مبادئ توافق الإسلام والحداثة» على النحو التالي:
- المبدأ الأول: بالمقارنة مع الإسلام الرسمي الذي كان «شكليًا»، فإن الإسلام الفكري هو «غائي»، ويعتقد أن جميع التعاليم والشعائر الدينية تخدم هدفًا سامًيا.
- المبدأ الثاني: بالنسبة للإسلام الفكري فإن عبارة «لا يمكن للعقل البشري أن يفهم الحكم من كل أمر ديني» غير صائبة.
- المبدأ الثالث: يرى المفكرون المسلمون إنه لا احترام لكرامة الإنسان دون احترام استقلالية الفرد واختياراته.
- المبدأ الرابع: يتميز الإسلام الفكري عن الفكر العلماني في ثلاث حالات على الأقل:
  - أولاً، الأشخاص المتدينون بمن فيهم المفكرون الدينيون (مسلمون، مسيحيون أو يهود) يعيشون بإيمانياتهم في حياتهم الخاصة، ويؤمنون بالله وبالعالم الآخر، ويتبعون الأساليب الدينية في أخلاقهم وهم من المصلين لله، يؤمنون بالله ويطبقون أوامره.
  - ثانيًا، يلتزم المفكرون الدينيون بالأخلاق الدينية في المجال العام وخلال معاملاتهم مع الآخر. والأهم من ذلك، هو التزامهم العملي بالمعايير الدينية.
  - ثالثًا، يحاول المتدينون والمؤمنون احترام كرامة الإنسان وتطبيق العدالة وحسن الخلق خلال مشاركتهم في الحياة العامة.

## علمنة الدين

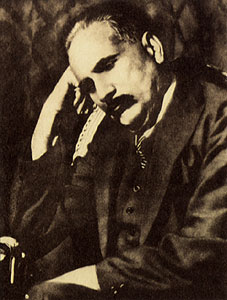
كان لمحمد لإقبال تأثير كبير على الفكر الإيراني.

يعتقد عبد الكريم سروش أن العلمانية ليست أساسية للحداثة، بل إن حالة الحداثة في الغرب هي العلمانية. وفقًا لسروش، يمكن أن تكون العلمانية في مجالين: في العقل والمؤسسات الاجتماعية. لا يمكن للعقل العلماني أن يكون دينيًا. ومع ذلك، من الممكن التوفيق بين المؤسسات العلمانية والمجتمع المتدين. كما طرح فكرة «الحد الأدنى من العلمنة».
يُزعم أن سعيد حجاريان أظهر تفوق السياسة على أي قاعدة دينية عندما قال إن بقاء الجمهورية الإسلامية أمر بالغ الأهمية، وأنه لا ينبغي لأي شعيرة دينية أن تقف في طريقها. إن هذا النوع من القرار، يعني أن السياسة أهم من الدين وأن هذا يعترف بعلمنة الدين. في هذا السياق، يقول، أنه من الممكن إعادة تقييم ولاية الفقيه ورفض تفوقها في المجال السياسي في إيران.
باختصار، يقدم المفكرون الدينيون الإيرانيون أنواعًا مختلفة من العلمانية:
- العلمانية السياسية
- العلمانية الفلسفية
- العلمانية الاجتماعية

يقبلون فقط «العلمانية السياسية» ويرفضون الاثنين الآخرين. وفقًا للباحثين الإيرانيين، فإن للعلمانية السياسية ركيزتان أساسيتان. إحداها مسألة الشرعية، والآخر هو حيادية النظام السياسي تجاه المدارس الدينية والتنظيرية. مضيفين أن شرعية النظام تتوقف على العدالة، وليس على الديانة أي كان نوعها، وأن قبول أي نظام يعود للشعب.

## التعددية الدينية وفلسفة جلال الدين الرومي
قدم عبد الكريم سروش التعددية إلى الفلسفة الإيرانية المعاصرة. واللتي حصل فكرتها الأساسية من جلال الدين الرومي، الشاعر والفيلسوف الفارسي.
كما قال جون هيك، التعددية هي الإيمان بعدم احتكار دين واحد للحقيقة أو الحياة التي تؤدي إلى الخلاص. في الكلمات الشعرية للرجل الصوفي جلال الدين الرومي متحدثًا عن مختلف ديانات العالم، «تختلف المصابيح، لكن النور يبقى نفسه؛ يشع من بعيد» (الرومي: الشاعر والصوفي، العابرة. نيكلسون، لندن وبوسطن: أونوين، ص. 166).
يقدم جلال الدين الرومي إقتباسات متكررة من الفلاسفة اليونانيين من مدارس فكرية مختلفة بما في ذلك علماء الذرات. في العديد من قصائده، يشبه الله بنور الشمس الذي ينعكس على منظور الفكر البشري كشرائع دينية مختلفة. ربما يكون هذا الرمز هو أفضل مثال على وحدة الوجود التي تعتبر الله واحدًا وفي نفس الوقت تؤمن بتشريعاته المتعددة في العالم.

## التسامح والفكر الديني الإيراني
حافظ الشيبرازي، الشاعر الإيراني الشهير من القرن الثامن / الرابع عشر قال في تعظيم التسامح: «يكمن السلام في الدنيا والآخرة في اثنين / الشهامة مع الأصدقاء، والتسامح مع الأعداء». كان حافظ يعلم جيدًا أنه في مجتمع ديني، فإن دعوة الناس لممارسة التسامح لن يكون لها أي تأثير أو تأسر القلوب ما لم تكن مصحوبة بنظرية ثاقبة عن الطبيعة البشرية والدين. هذا هو السبب في أنه حاول بذكاء في جميع أعماله استخدام لغة الشعر والإشارة لتوضيح نظرية من هذا النوع وإقناع جمهوره بأن توصيته لم تكن مجرد خواطر حسنة ولكن الشهامة والتسامح فلسفتيين ومفهومين سليمتين قائمتين على أسس متينة.
حتى أن حافظ استند إلى فكرة الحتمية المقلقة (القدر والإيمان بالقضاء والقدر) لتعزيز فكره الذي يميل إلى التسامح. يقول كلنا سجناء القدر. المسلم مسلم بحكم الجغرافيا والتاريخ، كما أن المسيحي هو مسيحي لنفس الأسباب.
قبل قرن من الزمان، صرح جلال الدين الرومي بأن كل واحد منا يحمل فقط جزءًا من الحقيقة ولا يملكها أحد كلها. هذا الاعتراف بنقص المعرفة يكفي لجعلنا أكثر تواضعًا، والصبر والتسامح ليسا سوى ثمرة من ثمار شجرة التواضع.
استعار المفكرون الدينيون الإيرانيون مفهوم «التسامح» من هؤلاء المفكرين الفارسيين وطوروه أكثر.

## الديمقراطية والدين والفلسفة الإيرانية
الديمقراطية هي إحدى النظريات التي يخشى الكثير من المتدينين امناقشتها. وفقًا لفيلسوف الأديان عبد الكريم سروش، ليس لدينا ديمقراطية واحدة من اليونان القديمة حتى اليوم، بل العديد منها، ومن ثم هناك تعددية للديمقراطيات في المجتمع الدولي. سادت الديمقراطية في عصور مختلفة حسب ظروف العصر. ما يغير صبغة وطبيعة الديمقراطية هو خصائص وعناصر المجتمعات المحددة.
يمكن أن تكون الديمقراطية علمانية أو دينية. ولكن ما يحدث هو صدفة وليس وحدة. الليبرالية النسبية والديمقراطية ليستا متطابقتين. من ناحية أخرى، لا يتم انتهاك الديمقراطية عند اعتناق دين ما، بل يتم انتهاكها عند فرض معتقد معين أو المعاقبة في حالة عدم اعتناقه.
تعني الديمقراطية الدينية  أن قيم الدين تلعب دورًا في الساحة ذات الأغلبية المتدينة. الديمقراطية الدينية هي مثال على كيفية تواجد قيم الديمقراطية في صيغة ثقافية مختلفة عما كان معروفًا من قبل. لكن في المجتمع العلماني، توجد هناك بعض الخصائص الأخرى المهمة ويركز عليها، ويصبح ذلك أساس الديمقراطية.
يمكن الاعتراف بفكرتين رئيسيتين ضد الديمقراطية الدينية:
من وجهة نظر العلمانية، المثل العليا للمجتمع الديمقراطي ودولة علمانية تكون موحدة. لذلك، يتم الإصرار على الفصل الصارم بين الدين والدولة بطريقة توحي بأنه بدون هذا الفصل لا يمكن أن يكون هناك تحرر من الاستبداد. تتفق الغالبية العظمى للشعب مع هذه الفكرة. يجب إبعاد الدين عن المشهد من أجل ترسيخ الديمقراطية والحرية.
من وجهة نظر الشرع، لا يمكن للديمقراطية أن تتمتع بقبول عام داخل مجتمع متدين. يتم رفض أي شيء خارج التفسير الجامد، ولكن التغليب، للنصوص الدينية، وتسود سيادة الله المطلقة بحيث لا يكون هناك دور لسيادة الناس.

## نقد
تعرضت هذه الحركة وأفكارها لانتقادات من وجهات نظر مختلفة، انتقد بعض المثقفين والأكاديميين مثل جواد طبأطبائي استخدام الدين من منظور فكري. من جهة أخرى، انتقدهم البعض مثل سيد حسين نصر بسبب دمج الإسلام مع الحداثة. بالإضافة لعلماء دين مثل مرتضى مطهري وعبد الله الجوادي الآملي ومحمد تقي مصباح يزدي بسبب الانحراف عن المنهاج الشيعي والإسلامي.

## ملحوظات

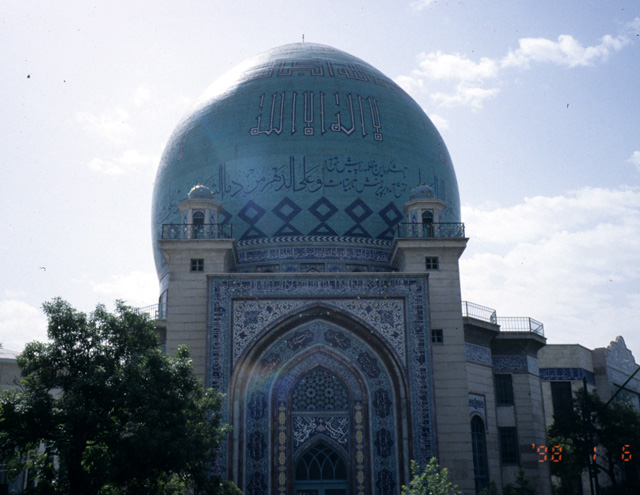
حسينية إرشاد، حيث كان علي شريعتي يلقي العديد من خطاباته.

## شخصيات
- اخوند الخراساني
- العلامة نعيني
- محمود طالقاني
- يد الله الصحابي
- مهدي بازركان
- علي شريعتي
- مرتضى مطهري
- محمد مجتهد شبستري
- عبد الكريم سروش
- محسن كديور
- سعيد حجاريان
- علي رضا الافيتابار
- محمود صدري
- احمد زيد ابادي
- هاشم اغاجاري
- يوسف ساني
- حسين علي منتظري
- مصطفى محقق داماد
- محمد خاتمي
- حسن يوسفي اشكيفاري
- عبد علي بازركان
- عزت الله الصحابي
- آراش ناراغي

## روابط خارجية
- الفكر الديني غير الرسمي على الفيس بوك
- التعددية الدينية والإسلام، محاضرة ألقاها جون هيك في معهد الثقافة والفكر الإسلامي، طهران، في فبراير 2005
- عبد الكريم سروش: الموقع الرسمي
- مهدي بازركان والتسامح الديني (بي بي سي فارسي)
- تجديد الفكر الديني في إيران (بي بي سي فارسي)
- الفلسفة السياسية لأخوند خراساني (بالفارسية)
- رجل الدين الناقد، استعادة الإسلام لعالم جديد
- السلطة في التشيع المعاصر
- منهج التغيير في النص: العلماء الإيرانيون والقرآن